# Cardinal Farley's Home Coming
Cardinal Farley's Home Coming è un cortometraggio muto del 1912. Il nome del regista non viene riportato nei credit del documentario. Prodotto dalla Champion Film Company di Mark M. Dintenfass, ha come protagonista il cardinale John Murphy Farley, arcivescovo di New York, elevato cardinale da papa Pio X nel concistoro del 27 novembre 1911. Nel 1912, dopo il ritorno di Farley a New York, uscirono anche altri filmati dedicati al nuovo cardinale e al suo ritorno da Roma prodotti da alcune case di produzione attive all'epoca.

## Produzione
Il film fu prodotto dalla Champion Film Company, una compagnia indipendente che Dintenfass aveva fondato nel 1909, stabilendone gli studi a Fort Lee, nel New Jersey.

## Distribuzione
Distribuito dalla Motion Picture Distributors and Sales Company, il film - un cortometraggio di una bobina - uscì nelle sale cinematografiche USA il 29 gennaio 1912.